# Киданів
Ки́данів — село в Україні, у Бучацькій міській громаді Чортківського району Тернопільської області. Розташоване на річці Стрипа, на півночі району.
Центр колишньої сільради. Раніше — Кійданів (пол. Kujdanów, перейменований у радянські часи). Розташоване на берегах р. Стрипа, за 18 км від центру громади і 20 км від найближчої залізничної станції Бучач. Населення 305 осіб (2004).
Є пам'ятки природи: дуб Тараса Шевченка (посаджений на честь 100-річчя від дня народження поета) та багатовікові липи.

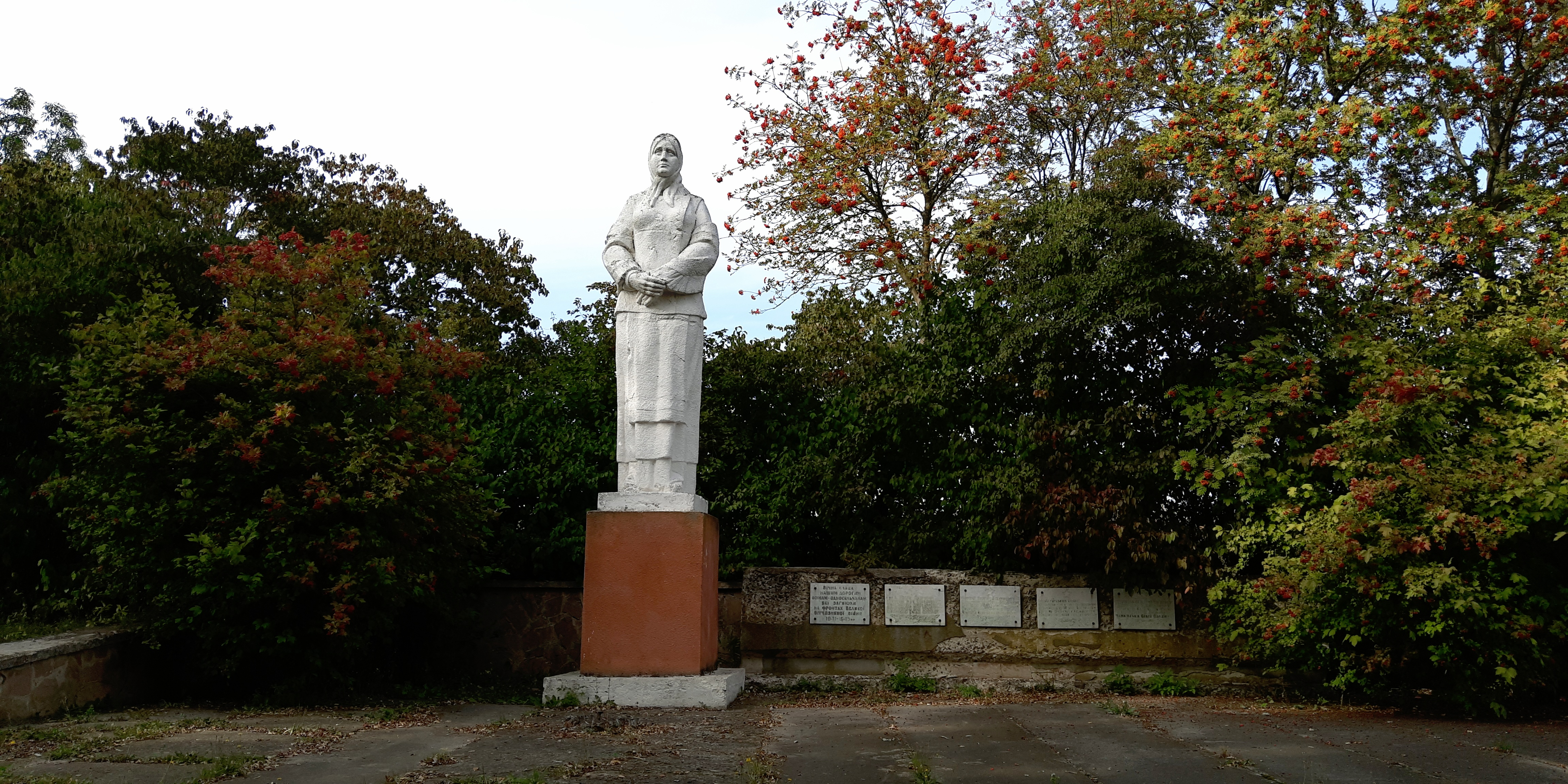
Пам'ятний знак воїнам-землякам, які загинули в роки Другої світової війни, село Киданів,

## Історія
Поблизу села виявлено поселення перших століть н. е.
Перша відома писемна згадка — 1392 року. 24 січня 1392 р. король Польщі Владислав II Ягайло в Луцьку видав грамоту, якою надав село Киданів Теребовельського повіту у власність Міхалові Габданцю.
Під час 1-ї світової війни більшість будівель була зруйнована.
Діяли українські товариства «Просвіта», «Січ», «Сільський господар».
12 червня 2020 року, відповідно до розпорядження Кабінету Міністрів України № 724-р «Про визначення адміністративних центрів та затвердження територій територіальних громад Тернопільської області» увійшло до складу Бучацької міської громади.
19 липня 2020 року, в результаті адміністративно-територіальної реформи та ліквідації Бучацького району, увійшло до складу новоутвореного Чортківського району.
З 11 грудня 2020 р. належить до Бучацької міської громади.

## Політика

### Парламентські вибори, 2019
На позачергових парламентських виборах 2019 року у селі функціонувала окрема виборча дільниця № 610159, розташована у приміщенні клубу.
Результати
- зареєстровано 205 виборців, явка 60,49%, найбільше голосів віддано за «Слугу народу» — 30,08%, за «Європейську Солідарність» — 21,14%, за Всеукраїнське об'єднання «Батьківщина» — 17,07%.[7] В одномандатному окрузі найбільше голосів отримав Микола Люшняк (самовисування) — 42,15%, за Ігоря Сопеля (Слуга народу) — 15,70%, за Володимира Бліхаря (Всеукраїнське об'єднання «Батьківщина») і Степана Брацюня (Конгрес українських націоналістів) — по 9,92%[8].

## Населення

### Мова
Розподіл населення за рідною мовою за даними перепису 2001 року:
| Мова       | Кількість | Відсоток |
| ---------- | --------- | -------- |
| українська | 310       | 99.68%   |
| російська  | 1         | 0.32%    |
| Усього     | 311       | 100%     |

## Соціальна сфера
Діють загальноосвітня школа І-ІІ ступенів, клуб, бібліотека, ФАП.

## Пам'ятки
- церква святих безсрібників Косми і Дам'яна (1938, мурована, УГКЦ),
- капличка на честь о. З.-М.Монастирського,
- пам'ятні знаки УСС (1991 р.) і на честь Незалежності України (1992 р.).
- пам'ятник[d] полеглим у німецько-радянській війні воїнам-односельцям (1985 р.).

## Відомі люди
- Манастирський Іван — чиншовий шляхтич в селі (неписьменний), посол Галицького сейму 2-го скликання, Райхсрату Австро-Угорщини у 1867—1869 роках.[10]

### Народилися
- діячка ОУН Кизимович Марія[11]

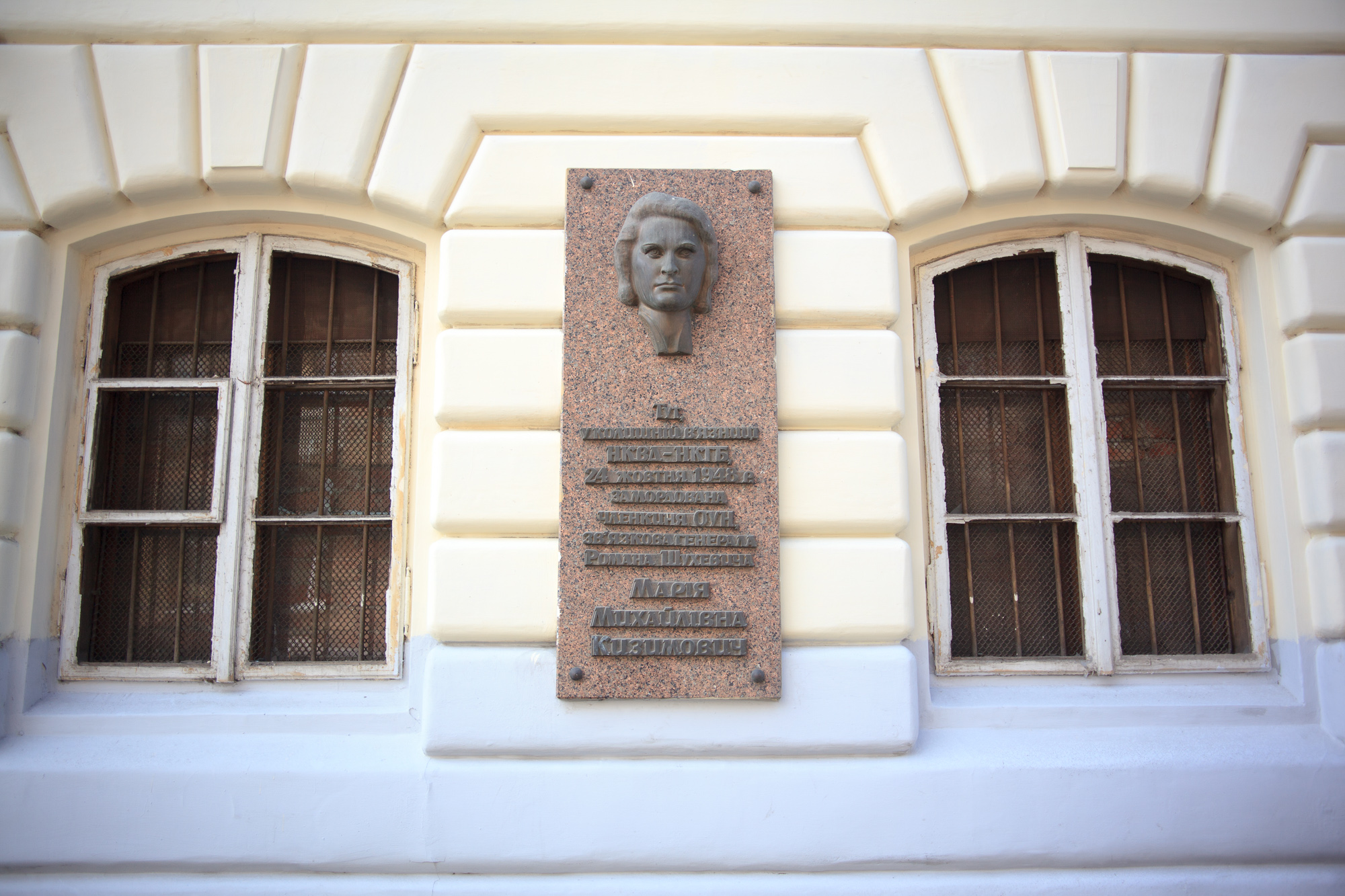
Пам'ятна дошка Марії Кизимович, Львів, вул. Бандери, 1

- вчений, доктор медицини Монастирський Володимир[12]
- релігійний діяч Монастирський Зеновій[13]
- громадський діяч Фреяк Йосип
- історик Володимир Чорній

### Працювали
У селі парохом був о. Білинський Петро.
о.Іван Димушевський(1845,1847 - 1896) з 21 серпня 1884 до 22 серпня 1896 р.(12 років)

## Галерея

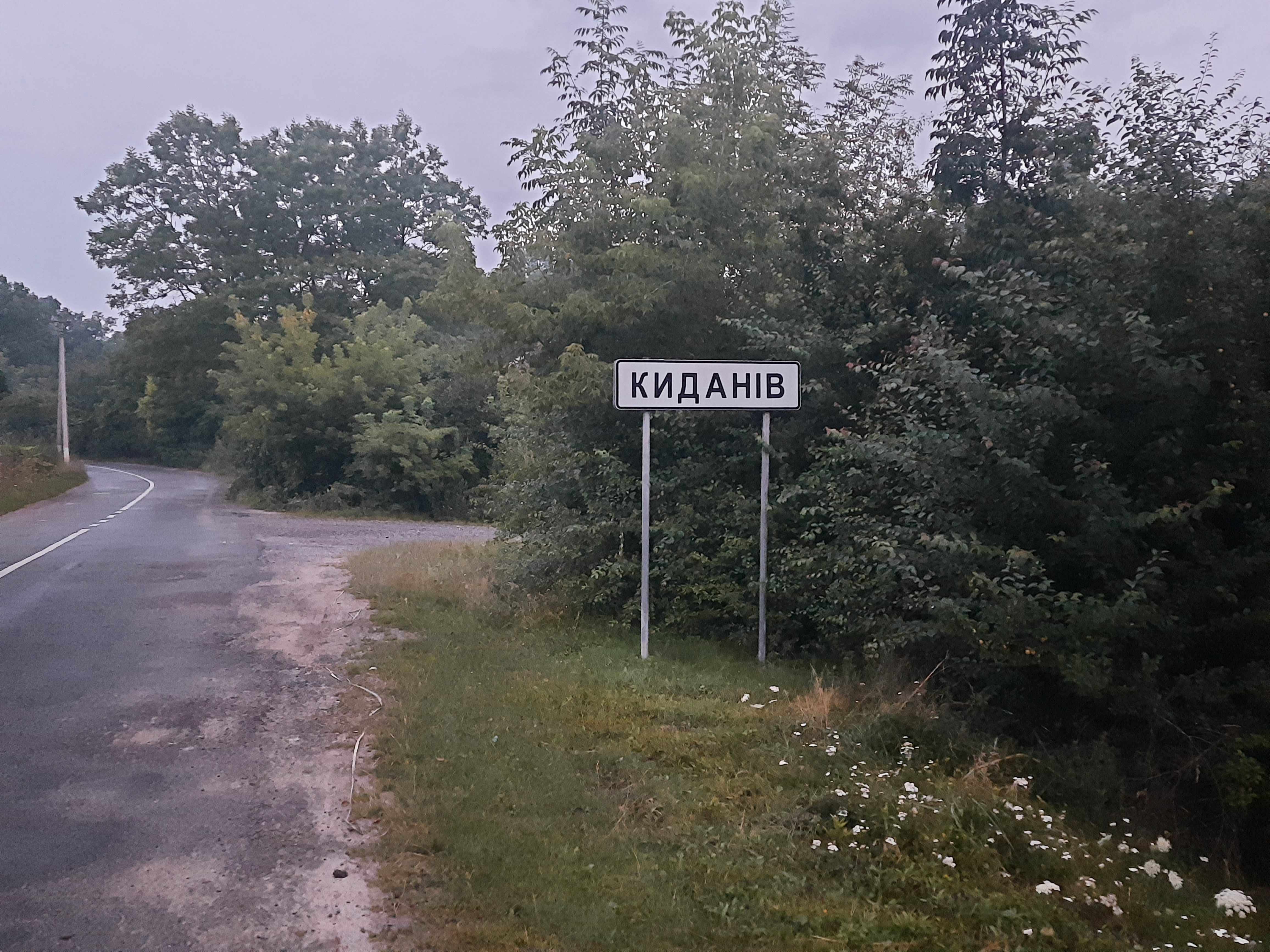
Дорожній знак при в'їзді в село
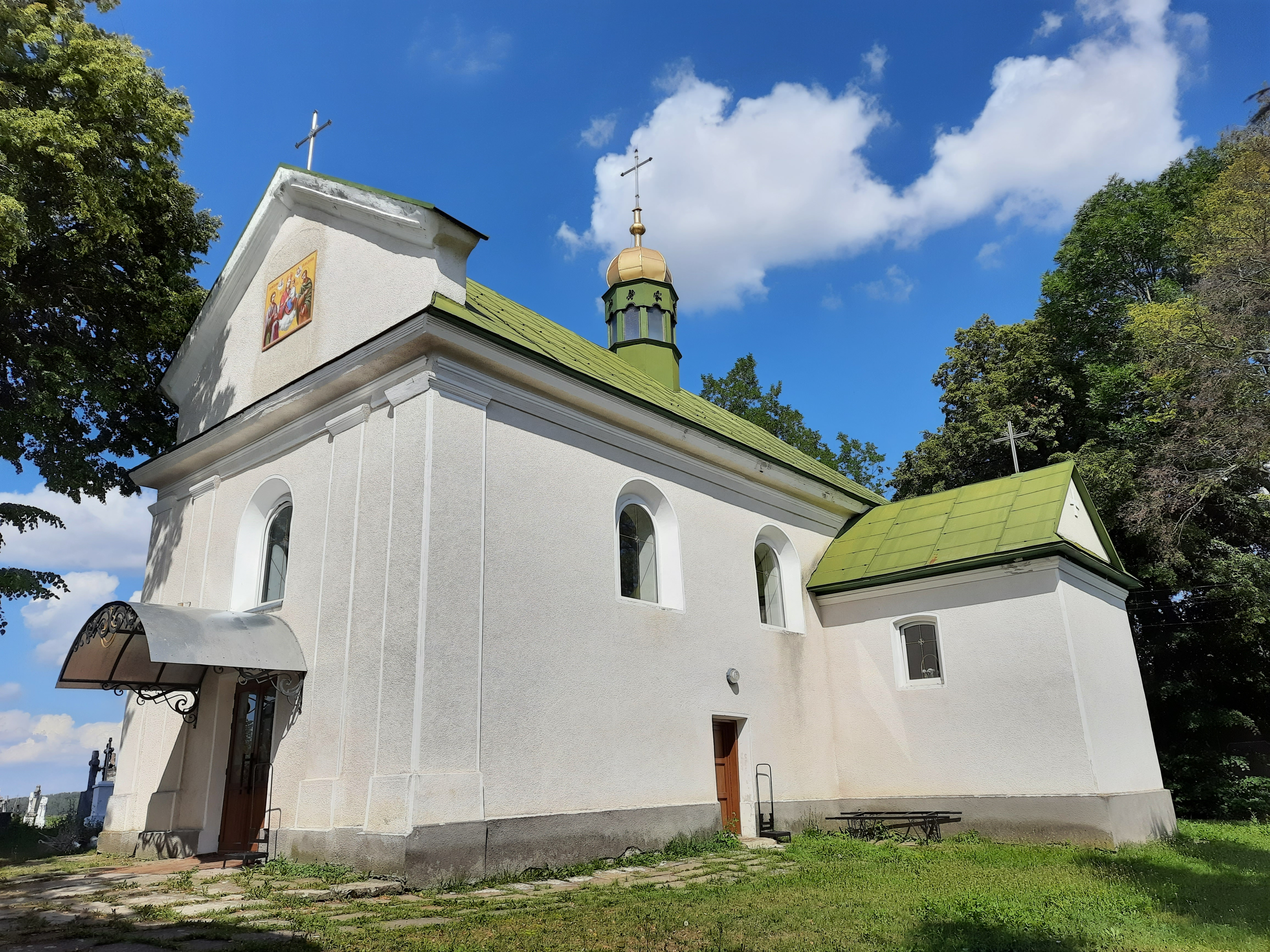
Церква Святих Косми і Дем'яна
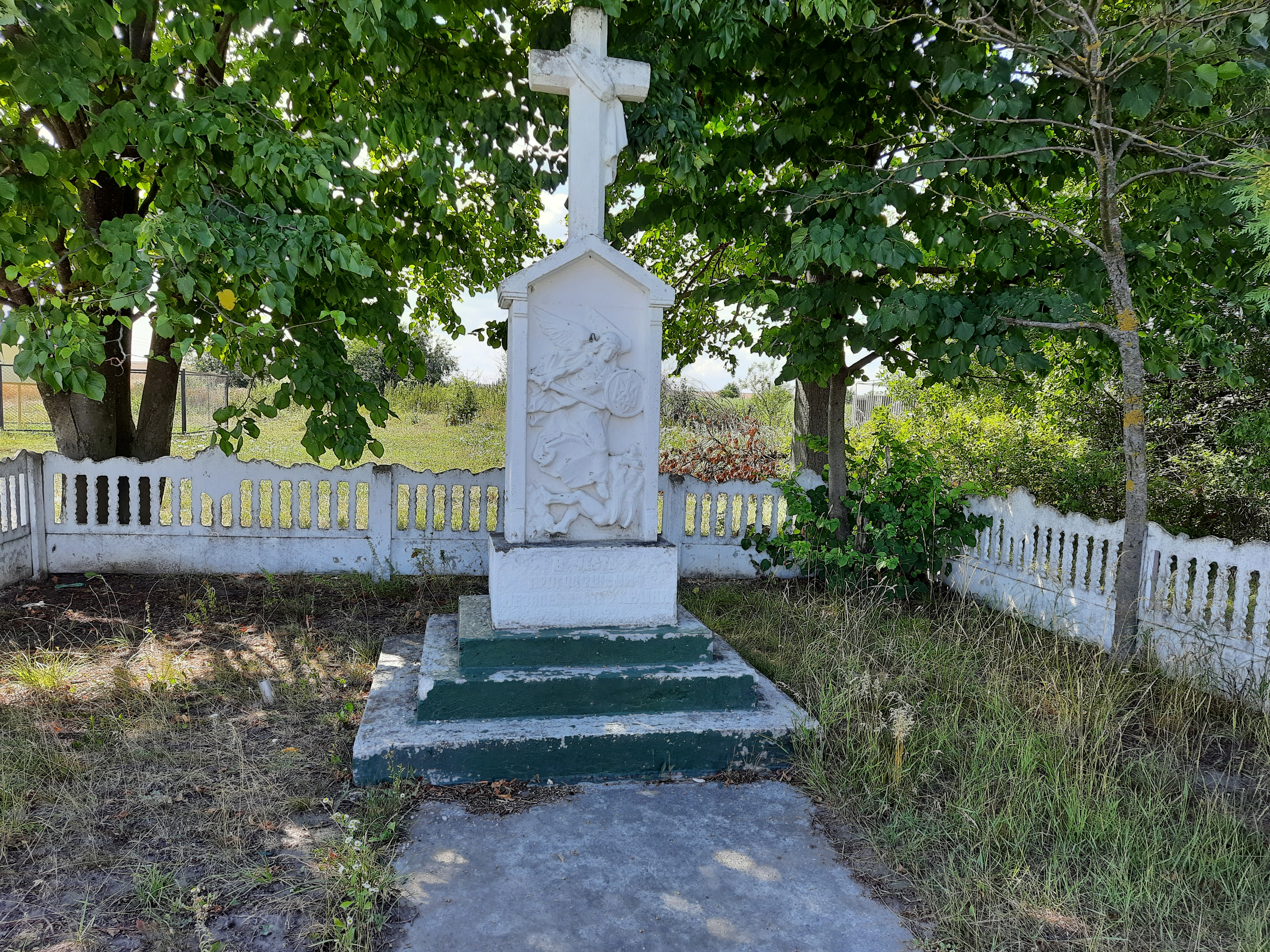
Пам'ятний хрест
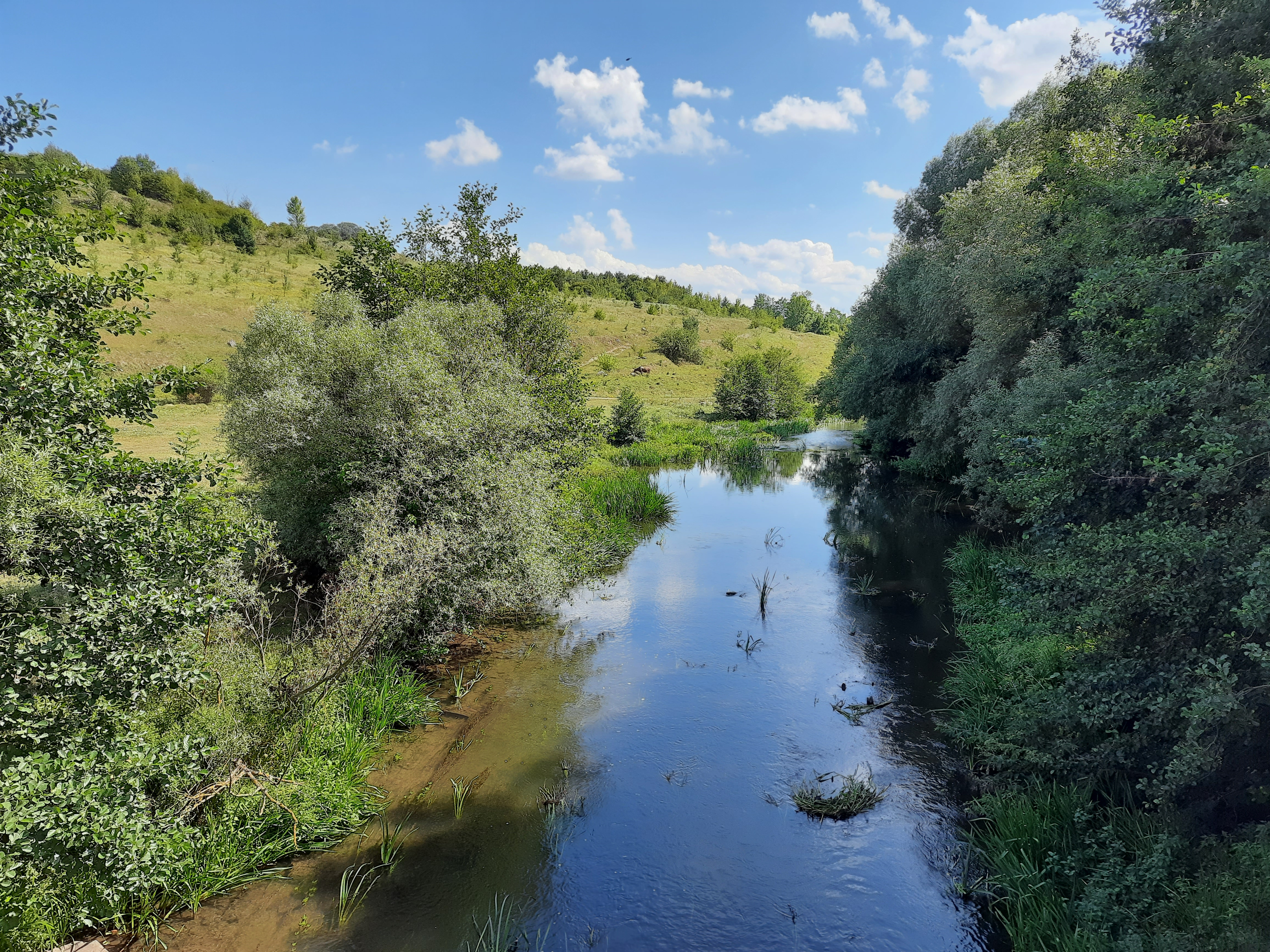
Річка Стрипа біля села